# Natal (paquebot)
Pour les articles homonymes, voir Natal.
Pour les autres navires du même nom, voir Natal (navires).

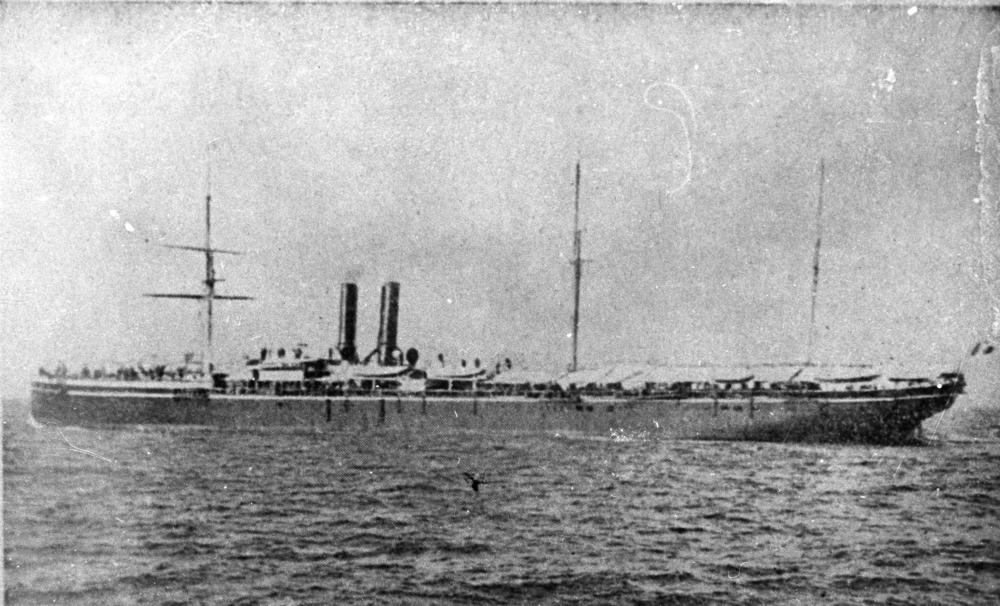
Le bateau en Australie

Le Natal est un navire, paquebot-poste à vapeur français en service de 1882 à 1917. Armé pour le compte de la Compagnie des Messageries Maritimes, il inaugure la première liaison maritime régulière entre Marseille et Nouméa en Nouvelle-Calédonie. Converti une première fois en transport de troupes auxiliaire pendant la révolte des Boxers, ce rôle lui sera à nouveau dévolu lors de la Première Guerre mondiale. Il coule à la suite d'un abordage avec un cargo en rade de Marseille en 1917 provoquant la mort d'au moins une centaine de personnes.

## Histoire

### Construction
À la suite d'une convention en 1881 entre l'État et la Compagnie des Messageries Maritimes, il est décidé de la création de liaisons maritimes régulières entre la Métropole, l'Océan Indien, l'Océanie et l'Extrême-Orient. 
Il s'ensuit la mise en chantier de sept navires dont le Natal sera le vaisseau tête de série. Il est construit à La Ciotat sur les plans de l'ingénieur M. Vésigné. C'est un vapeur à hélice grée en trois-mâts barque (mât de misaine, grand mât, mât de perroquet) et double cheminée. Il est donné pour 130,75 m de long, 12,07 m de large et un tirant d'eau de 6,3 m. Il est mû par une machine marine à vapeur compound alternative à huit chaudières à charbon délivrant 3095 cv pour une hélice. Il déplace 6 150 tonnes et file à 12 nœuds. 
Il est mis à l'eau le 3 juillet 1881. En 1886, on installe l'électricité. En 1895, la machinerie est modifiée en triple expansion et la puissance portée à 4 000 cv.

### De 1882 à 1914
Le 5 février 1882, il entre au service de la Compagnie des Messageries Maritimes pour son voyage inaugural vers la Chine. Le 23 novembre 1882, il inaugure la première liaison maritime régulière entre Marseille et Nouméa via le canal de Suez. 
De 1884 à 1887, il retrouve la ligne vers Shanghai. Fin octobre 1889, un typhon en mer de Chine manque de l'envoyer par le fond. Jusqu'en 1898, il navigue au Levant. 
En 1900 lors de la révolte des Boxers, le Natal est transformé en transport de troupes et embarque des renforts pour la Chine. Puis il croise dans l'océan Indien (La Réunion, Madagascar) jusqu'en 1914.

### Première Guerre mondiale
Il est réquisitionné pour assurer le service des postes puis en tant que transport de troupes auxiliaire. En 1915, le navire achemine des troupes pour le débarquement des Dardanelles. En 1916, il participe au transport de prisonniers autrichiens de Valona en Albanie et de Brindisi dans le sud-est de la botte italienne à Asinara, île au large de la Sardaigne, puis il embarque des troupes serbes de Corfou à Salonique en Grèce.

### Naufrage
Dans la soirée du 30 août 1917, il sort de Marseille à destination de Madagascar à la vitesse de 13 nœuds tous feux éteints en application des règlements du temps de guerre. Il est encore dans la rade de Marseille lorsqu'il est abordé à 20h30 au large de l'île du Planier par le cargo Malgache de la Compagnie marseillaise de Madagascar affrété par la Société générale des transports maritimes et venant d'Algérie, naviguant pourtant tous feux allumés sous un ciel clair à cause de la pleine lune et d'une mer belle. La coque du Natal se déchire sous le choc.
C'est la fin abrupte d'une carrière commencée trente-six ans plus tôt. Il coule en dix minutes entrainant son commandant, le capitaine Valat, et probablement 104 victimes dont 76 passagers sur 503. Toutefois, du fait de la censure militaire, le nombre exact de victimes n'est pas connu avec précision, ni le lieu exact du naufrage.
En juillet 1978, lors d'une de ses campagnes océanographiques en rade de Marseille, une équipe du commandant Cousteau à bord d'un scaphandre autonome localise l'épave du Natal. Son épave repose par 127 mètres de fond au large du phare de Planier. Cette découverte devait faire l'objet du tournage d'un film mais il ne fut jamais réalisé,. 
Le 20 juillet 2019, son épave est repérée au large de Marseille par une équipe quatre plongeurs de l'expédition « Planète Méditerranée », en mission du 1er au 28 juillet dans le secteur à bord d'une station bathyale pour un audit des grands fonds de la Méditerranée. Elle était composée de Laurent Ballesta, biologiste marin, photographe originaire de Montpellier, Antonin Guilbert, Thibault Rauby et Yannick Gentil. Cette mission spécifique leur avait été dévolue par le Département des recherches archéologiques subaquatiques et sous-marines (DRASSM).

## Caractéristiques

### Histoire
- A servi dans : Compagnie des Messageries Maritimes
- Sister ships : Calédonien, Melbourne, Salazie, Sydney, Océanien, Yarra
- Ordonné : 15 janvier 1881
- Lancé : 3 juillet 1881
- En service : 5 février 1882
- Statut : 30 août 1917, coulé par collision avec un autre navire en rade de Marseille (43° 05′ 59″ N, 5° 17′ 39″ E)

### Caractéristiques techniques
- Type : Paquebot-poste à vapeur à hélice et cheminée double
- Longueur : 130,75 m
- Maître-bau : 12,07 m
- Tirant-d'eau : 6,3 m
- Déplacement : 6 150 t
- Jauge : 4016 tonneaux
- Port en lourd : 1 565 t
- Propulsion : voile, machine à vapeur alternative coumpound, 8 chaudières, 1 hélice
- Puissance : 3 095 cv
- Surface de voile : 1 500 m2
- Vitesse : 14 nœuds (essais en mer), 12 nœuds (croisière)
- Ponts : 3

### Autres caractéristiques
- Capacité : 90 passagers (1re classe), 44 passagers (2e classe), 77 passagers (3e classe), 1 500 personnes minimum en transport de troupes
- Ports d'attache : La Ciotat, La Joliette (Marseille)
- Chantier naval : La Ciotat
- Pavillon : France
- Équipage : 196 (11 officiers, 185 marins)